# Евфросиния (дочь Константина VI)
Евфросиния (греч. Εὐφροσύνη; ок. 790 — после 836) — дочь византийского императора Константина VI и его первой жены Марии Амнийской, супруга византийского императора Михаила II.

## Биография
Евфросиния родилась около 790 года. В 795 году, после насильного монашеского пострига её матери Марии, вместе с ней поселилась в монастыре на одном из Принцевых островов, где и сама приняла постриг.

Около 825 года император-иконоборец Михаил (основатель Аморейской династии), после смерти своей первой жены, по настоянию синклита в целях укрепления своих прав на престол решить взять в жёны Евфросинию (последнюю представительницу Исаврийской династии): 
…отвергши целомудренную жизнь, будто вопреки воле сочетался браком, взяв в жёны не какую-нибудь другую, а женщину, давно отвергнувшую мир с его радостями, обручённую с Христом, с детства в подвижничестве проводившую свои дни в обители на острове Принкипо, Богу преданную.
По византийским законам брак с монахиней строго наказывался: юстинианов закон предусматривал за это смертную казнь, а «Эклога» — отсечение носа для обоих участников прелюбодеяния. В связи с этим женитьба Михаила на Евфросинии вызвала у народа и духовенства осуждение. Феодор Студит неодобрительно высказался об этом браке в одном из своих писем.

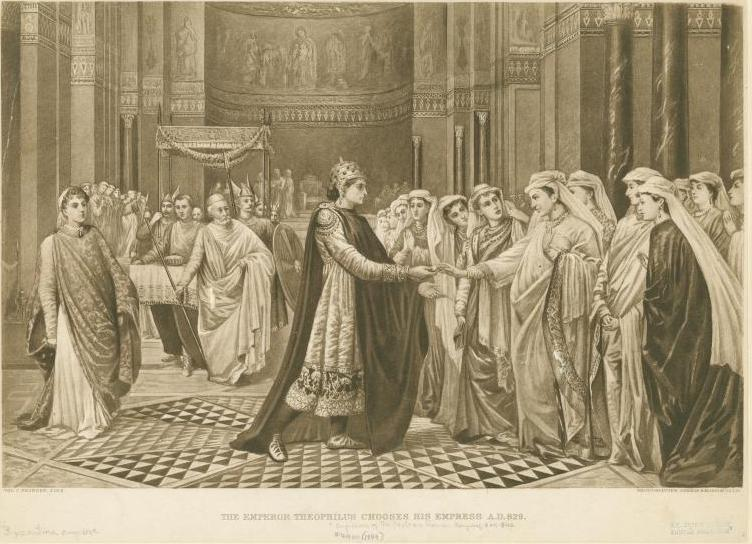
Выбор невесты императором Феофилом. Слева изображена императрица Евфросиния (литография, 1889 год)

Брак был бездетен. После смерти Михаила вдовствующая императрица Евфросиния при холостом пасынке императоре Феофиле исполняла на придворных церемониях роль, которая по этикету отводилась августе. Затем Евфросиния, движимая желанием оставить двор и вновь удалиться в монастырь, решила его женить, для чего устроила около 831 года смотр самых красивых девушек империи:

Мать Феофила Евфросиния послала по всем областям и собрала красивых девиц для брачного выбора Феофилу. Поставив их всех в палате, называвшейся Жемчужный Триклиний, мать дала Феофилу золотое яблоко со словами: «Отдай той, которая понравится». Была в числе невест одна благородная девица, по имени Икасия, чрезвычайно красивая. Феофил, увидев её и восхитившись её красотой, сказал: «Чрез женщину зло излилось на землю.» Икасия со скромностью возразила: «Но и чрез женщину бьют источники лучшего». Оскорбленный возражением, царь отверг Икасию и отдал яблоко Феодоре, родом пафлагонянке.

Устроив брак Феофила с Феодорой, будущей восстановительницей иконопочитания, Евфросиния удалилась в монастырь Гастрия. Евфросиния была сторонницей иконопочитателей, и к ней в монастырь императрица Феодора приводила своих дочерей. Однажды одна из дочерей рассказала отцу, что бабушка в ларце держит «прекрасных кукол», которых прикладывает ко лбу своих внучек и просит, чтобы их с благоговением целовали. После этого Феофил запретил водить своих детей к старой царице.
В монастыре Евфросиния прожила около шести лет и затем скончалась.